# Islotes Luzardo
Los islotes Luzardo se encuentran ubicados al sur de Puerto Edgardo y al noreste de los islotes Franceses, en la boca sur del estrecho de San Carlos.
Estos islotes se hallan en el archipiélago de las islas Malvinas, que según la Organización de las Naciones Unidas (ONU), están en litigio de soberanía entre el Reino Unido, quien la administra como parte del territorio británico de ultramar de las Malvinas, y la Argentina, quien reclama su devolución, y la integra en el departamento Islas del Atlántico Sur de la provincia de Tierra del Fuego, Antártida e Islas del Atlántico Sur.
El nombre de estos islotes recuerda a Rafael Luzardo, que falleció en la tragedia del ARA Isla de los Estados durante la guerra de las Malvinas de 1982.